# Henk Tennekes (meteoroloog)
Hendrik (Henk) Tennekes (Kampen, 13 december 1936 – Arnhem, 3 juli 2021) was onderzoeksdirecteur van het KNMI, Nederlands meteoroloog, vloeistofdynamicus en hoogleraar Luchtvaarttechniek (Aeronautical Engineering) aan de Pennsylvania State University en Meteorologie aan de Vrije Universiteit Amsterdam. 

## Loopbaan
Tennekes studeerde vliegtuigbouwkunde aan de Technische Universiteit Delft, waar hij in 1964 bij professor J. A. Steketee promoveerde op het proefschrift Similarity Laws for Turbulent Boundary Layers with Suction or Injection. Hij werkte als onderzoeker in de Verenigde Staten en groeide uit tot meteoroloog. Hij droeg bij aan het wetenschapsgebied van de turbulente stroming en de multi-modale weersverwachting en schreef de leerboeken A First Course in Turbulence (1972, met John L. Lumley) en The Simple Science of Flight: From Insects to Jumbo Jets (1997).  
Tennekes benadrukte de beperkte voorspelbaarheid van ingewikkelde systemen in de meteorologie met wiskundige modellen en was het daarom niet eens met het Verdrag van Kyoto. Hij was lid van de Koninklijke Nederlandse Akademie van Wetenschappen (KNAW) van 1982 tot hij opzegde in 2010. De meteoroloog Henk Tennekes heeft een bekende naamgenoot Henk Tennekes die toxicoloog is en soms met hem verward wordt.
Tennekes had meerdere promovendi, waaronder John Wyngaard aan Pennsylvania State University in 1967 (proefschrift An experimental investigation of the small scale structure of turbulence in a curved mixing layer.) en Frans Nieuwstadt aan de Vrije Universiteit Amsterdam in 1981 (proefschrift The nocturnal boundary layer. Theory and experiments). 
Hij overleed in 2021 op 84-jarige leeftijd.

## Publicaties
Onder meer:

### Boeken
- Broeikasramp & weerbericht: voorspelbare blunders van wetenschap en techniek, Haarlem: Aramith, 2001.
- (en)  The Simple Science of Flight. From Insects to Jumbo Jets. MIT Press, 1997. ISBN 0-262-70065-4;[7]
  - Revised and Expanded Edition, 2009. MIT Press. Paperback ISBN 978-0-262-51313-5;[8][9]
- met G. P. Können, R. F. van Amerongen en anderen: Aanhoudend warm : klimaatvoorspellingen vanuit De Bilt, uitgave KNMI en Baarn: Thieme, 1990
- met Marga Waterborg: Dan leef ik liever in onzekerheid: een wetenschapper aan het werk, Bloemendaal: Aramith, 1990
- De Vlinder van Lorentz, Bloemendaal: Aramith 1990
- (en) The outlook: scattered showers, Roskilde, Denmark: Risø National Laboratory, 1986
- met A. S. Monin en R. V. Ozmidov: (en) Turbulence in the ocean, Dordrecht, Holland; Boston: Reidel; Hingham, MA: verkocht en verspreid in de VS en Canada door Kluwer, 1985
- met G. Ooms: Atmospheric dispersion of heavy gases and small particles. Symposium, Delft, the Netherlands, August 29-September 2, 1983, International Union of Theoretical and Applied Mechanics, Springer-Verlag Berlin New York, 1984
- met John L. Lumley: (en)  A First Course in Turbulence, MIT Press, 1972. ISBN 0-262-20019-8
- Similarity Laws for Turbulent Boundary Layers with Suction or Injection, proefschrift Technische Universiteit Delft, 1964
- (en) Another unsteady turbulent boundary layer, The Johns Hopkins University, Dept. of Aeronautics, 1959